# Руслан Квінта
Руслан Квінта (уроджений Руслан Валерійович Ахріменко) (нар. 19 липня 1972, Коростень) — український композитор, музичний продюсер, співак.
З 2013 року — музичний продюсер проектів телеканалу 1+1 «Голос країни» та «Голос. Діти». З 2018  по 2021 музичний продюсер «Євробачення. Національний відбір».

## Біографія
Народився 20 липня 1972 року в місті Коростень Житомирської області. Мати працювала кухарем, а батько — машиністом.
З 1976 року по 1982 разом з сім'єю переїхав до Казахстану. Жили в селищі Макат.
У 1982 році, коли він навчався в 5 класі, сім'я Квінти повернулася в Україну. Руслан пішов в музичну школу. Навчився грати на бас-гітарі і в старших класах створив ансамбль, з яким грав на весіллях.
У 1989 році вступив до музичного училища в місті Мозир, Білорусь, де викладач запропонував йому навчатися грати на фаготі.
У 1990 році перевівся на 2 курс в Мінське музичне училище ім. Глінки, брав участь в республіканських конкурсах як фаготист, де став лауреатом і дипломантом.
З 1991 по 1993 рік служив в армії в Москві, грав у військовому оркестрі почесної варти.
З 1993 року перевівся до Київського музичного училища ім. Глієра по класу фагот.
З 1995 по 2000 рік навчався у Національній музичній академії України ім. П. І. Чайковського по класу фагот.

## Творча діяльність
У період 1993—1996 роки працює як музикант оркестрант в театрах опери і балету, дитячому музичному оперному театрі і симфонічному оркестрі України під керівництвом таких диригентів як В. Шейко та А. Баклан. У цей період з оркестрами гастролював по таким країнам як: Польща, Німеччина, Франція, Італія, Іспанія, Перу, Колумбія, Гондурас, Коста-Рика, Панама, Чилі, Еквадор, Болівія, Швеція і ПАР.
З 1997 по 2000 рік паралельно консерваторії працював як співак і композитор на студії «Піонер» Олега Афанасенка. У той час Квінта вже співпрацював з артистами, такими як: Євгенія Власова, Gallina, Ольга Юнакова, Артур Кульповіч, Ліна Скачко, Лія Громова, Костя Гнатенко, Аліна Гросу та інші. Тоді композитор познайомився з поетом Віталієм Куровським.
З 2000 року отримав пропозицію про співпрацю від Юрія Нікітіна (продюсерська агенція «Mamamusic»). Почувши у виконанні Євгенії Власової пісню Квінти «Вітер надії», Нікітін знайшов його і запропонував роботу композитора. За період співпраці, Квінта написав численні пісні для українських виконавців, серед яких: «Любовь — яд» Ірини Білик, «Джиммі» для співачки Gallina, більшість репертуару Аліни Гросу і Асії Ахат та ін.
Також на студії «Mamamusic», в 2001 році починається співпраця Руслана Квінти з Софією Михайлівною Ротару. В цей період творчим тандемом Квінта-Куровський було написано для співачки пісні «Забути» та «Чекай».
Активна співпраця Квінти та Софії Михайлівни Ротару починається після переїзду композитора до студії радіостанції «NRJ». У 2004 року композитор відкрив власну студію «Kvinta production» на території радіостанції «Апельсин» (з 2006 — «NRJ (Energy) Україна»). Тоді з'явилися хіти: «Небо — це я», «Одна калина», «Белая зима», «Осенние цветы» та інші відомі пісні співачки. Загалом для Ротару Квінтою було написано близько 20 пісень і випущений альбом «Небо — це я!».
У 2004 році Руслан Квінта отримав нагороду «Пісня року» за композицію «Одна калина» Софії Ротару. Також дипломи «Нові пісні про головне» за пісню Софії Ротару «Біла зима», «Осінні квіти», і більше 20 дипломів таких програм як «Шлягер», «Хіти 2004 року» (Київ) за пісні «Я буду руки твої цілувати» Миколи Баскова, «Любов — Отрута» Ірини Білик, «Про тебе» Євгенії Власової.
З 2005 по 2007 роки працював в компанії «Стиль Рекордс». У цей період співпрацював з Мікою Ньютон,, а також написав музику і саундтреки до фільму «Життя зненацька» і серіалу «Кадети».
Створив популярну композицію «Destination» з відомим російським діджеєм Леонідом Руденком, яка в 2008 році увійшла до 10 найкращих в Європі за версією журналу Billboard.
З 2008 року повернувся до Києва, де відкрив студію в продюсерському центрі Софії Ротару. Продовжив працювати над піснями.
У 2010 році отримав запрошення від Наталії Могилевської і почав працювати як композитор і музичний продюсер в компанії TALANT Group.
У 2010 році співпрацює з Антоніною Матвієнко.
У 2011 році Міка Ньютон займає 4 місце на Євробаченні від України з піснею «Angel», музику для якої написав Квінта.
Співпродюсер групи «INDI». 2 листопада 2011 року спільно з Наталею Могилевською презентував музичний проект «INDI», в якому є автором і фронтменом. Музичний колектив є єдиним в світі, який використовує фагот в поп-музиці.
З 2013 року — музичний продюсер проектів телеканалу 1+1 «Голос країни» та «Голос. Діти».
В 2014 році пісня Руслана Квінти для Alekseev — «Пьяное солнце» стала першим в Україні платиновим синглом в iTunes. Користувачі додатку завантажили пісню більше 100 000 разів.
З 2018 року — музичний продюсер «Євробачення. Національний відбір».
У 2022 році організував Міжнародний дитячий пісенний фестиваль United Kids Festival, який регулярно проводить в різних країнах Європи, з метою збереження та популяризації української культури за кордоном. У 2022-2023 роках фестиваль United Kids Festival пройшов в Іспанії, Польщі та Болгарії.
3 травня 2022 року переможець 10-го сезону шоу «Україна має талант» Артем Фесько здобув Гран-прі у Міжнародному дитячому пісенному фестивалi "United Kids Festival" організованому Русланом Квінта в місті Аліканте (Іспанія). Як нагороду Артем отримав грошовий подарунок та авторську пісню від відомого музичного продюсера і композитора – Руслана Квінти.

## Найвідоміші пісні
| Назва                                       | Рік  |
| ------------------------------------------- | ---- |
| «Джимми» — Gallina                          | 1998 |
| «О тебе» — Євгенія Власова                  | 1999 |
| «Чекай» — Софія Ротару                      | 2001 |
| «Небо — это я» — Софія Ротару               | 2003 |
| «Одна калина» — Софія Ротару                | 2004 |
| «Я буду руки твои целовать» — Микола Басков | 2004 |
| «Белая зима» — Софія Ротару                 | 2005 |
| «Любовь-яд» — Ірина Білик                   | 2005 |
| «Осенние цветы» — Софія Ротару              | 2006 |
| «В плену но без тебя» — Міка Ньютон         | 2006 |
| «Белые лошади» — Міка Ньютон                | 2006 |
| «Выше чем любовь» — Міка Ньютон             | 2008 |
| «Лунопарк» — Міка Ньютон                    | 2008 |
| «Я тебя люблю» — Маша Собко                 | 2009 |
| «Девочка» — Ірина Білик                     | 2009 |
| «Angel» — Міка Ньютон «Євробачення-2011»    | 2011 |
| «Твоя» — Не Ангели                          | 2014 |
| «Пьяное солнце» — Alekseev                  | 2014 |
| «Сердце» — НеАнгели                         | 2015 |
| «Снов осколки» — Alekseev                   | 2015 |
| «Чувствую душой» — Alekseev                 | 2016 |
| «Поруч» — Kazka і Alekseev                  | 2020 |

## Особисте життя
Діти: донька — Єлизавета Ахріменко (1997 р.н.)  — художниця-ілюстраторка, графічна дизайнерка, навчається в Будапешті.
1994 —2007 був одружений з Вікторією Рудник (солістка-вокалістка, викладач вокалу).
Нині — в громадянському шлюбі з Анастасією Кумейко (екс-солістка гурту NikitA, нині більш відома як Dj NANA).

## Цікаві факти
- Багато років займався парашутним спортом. Загалом здійснив більше 1000 стрибків з парашутом[47]

- З 2008 року займається йогою, практикує як одиночну, так і парну йогу[48][49]

- 2020 року — за час карантину схуд на 8 кілограмів[50]

- 8 років був вегетаріанцем.[51] В 2020 році повернувся до повноцінного правильного харчування.[52]

- Не веде статистику написаних пісень. Станом на 2005 рік в співпраці з Віталієм Куровським було написано більше 2500 пісень.[53]

- Автор музичного супроводу двох популярних телевізійних тревел-шоу «Орел і решка» та «Le маршрутка».[54][55]